# Ratusz w Sieniawie
Ratusz w Sieniawie – obecna siedziba Urzędu Miasta i Gminy, znajdująca się w mieście Sieniawa, w powiecie przeworskim, w województwie podkarpackim.
Ratusz znajduje się na centralnym miejscu w planie miasta. Budowla została wzniesiona w latach 80. XVII wieku i ufundowana przez założyciela Sieniawy, Mikołaja Hieronima Sieniawskiego. Obiekt powstał na planie prostokąta. jest murowany, częściowo podpiwniczony, nakryty dachem dwuspadowym, wzmocniony przyporami (zachowały się do dziś od strony zachodniej). Ratusz zwieńczony był drewnianą wieżą z zegarem. Około 1725 roku budowla otrzymała obecną formę architektoniczną.